# Communauté de communes Castelnaudary Lauragais Audois

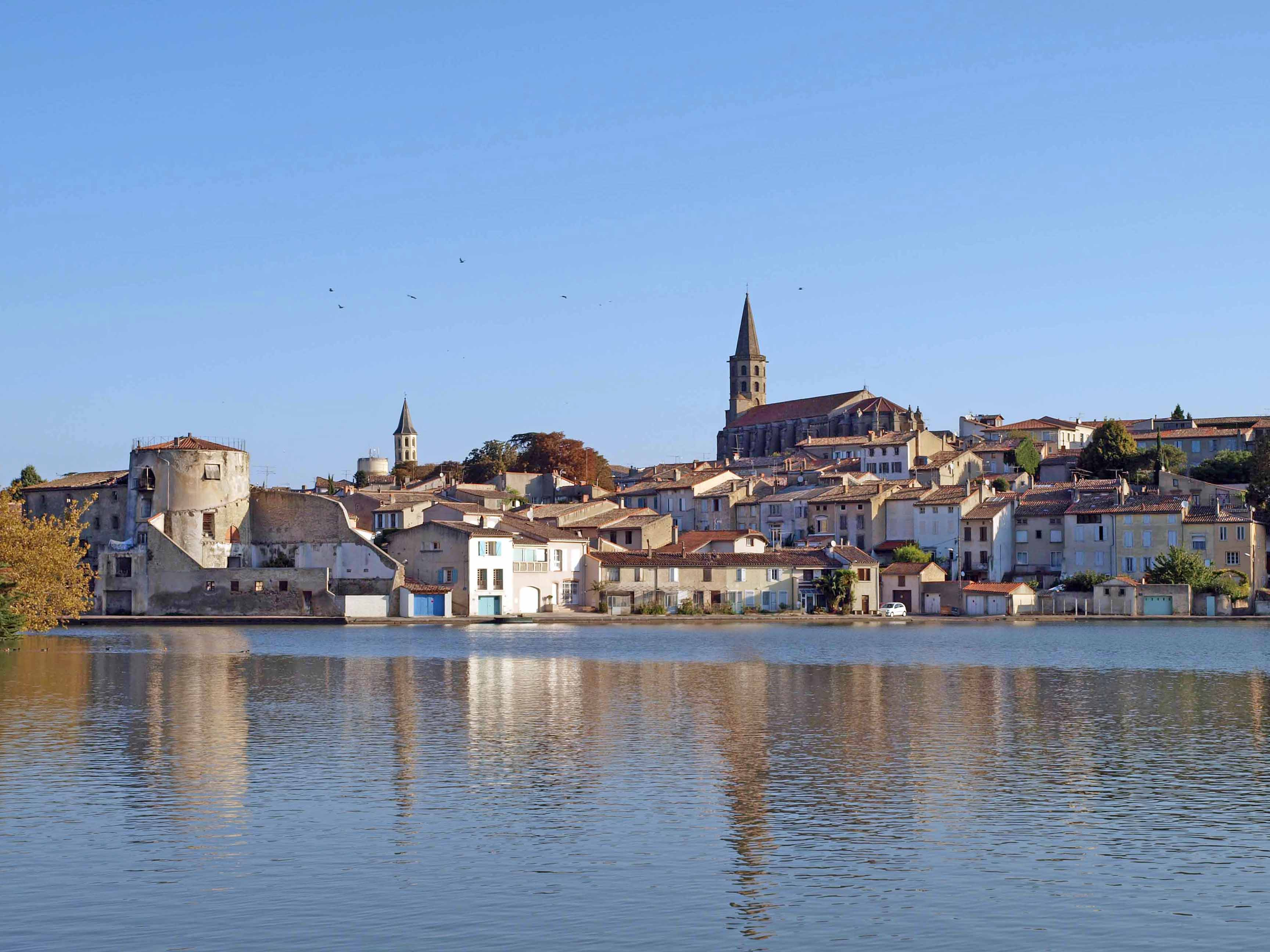
Castelnaudary am Bassin des Canal du Midi

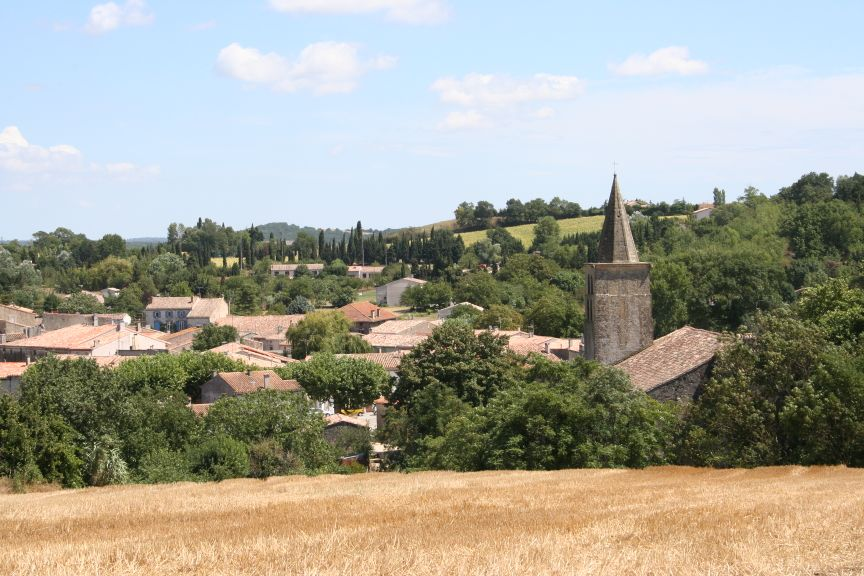
Landschaft bei Saint-Papoul

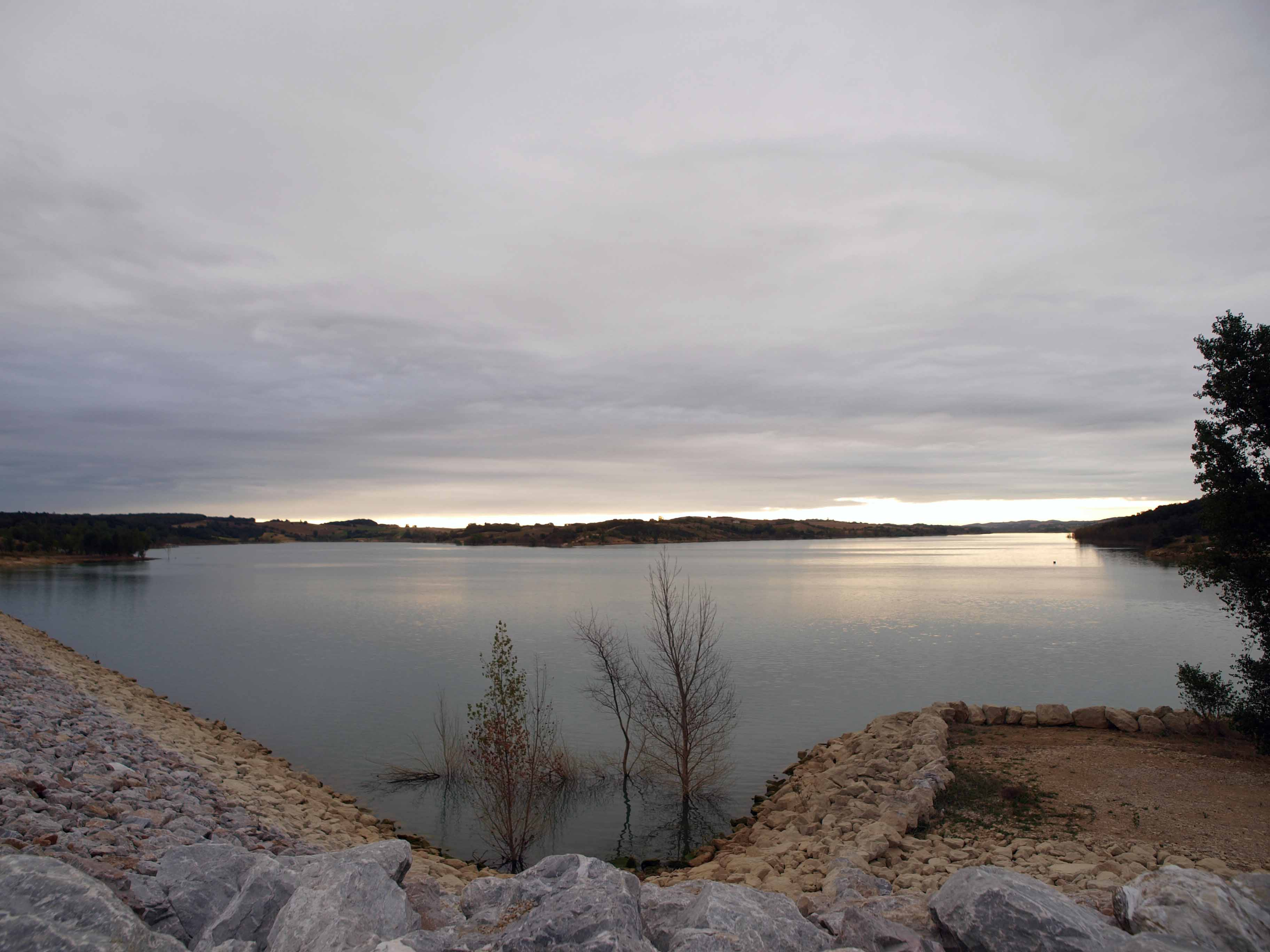
Stausee Lac de la Ganguise

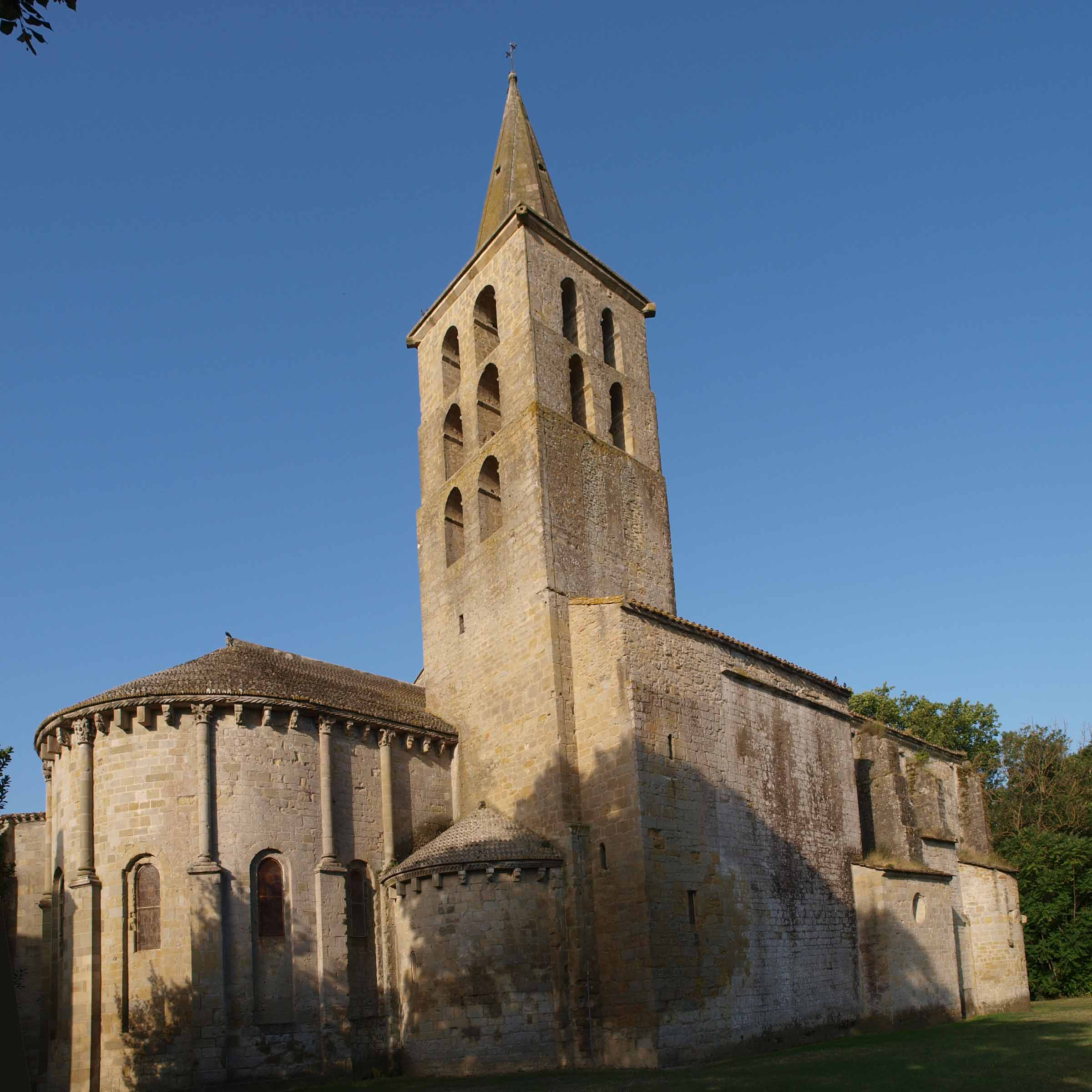
Abtei Saint-Papoul

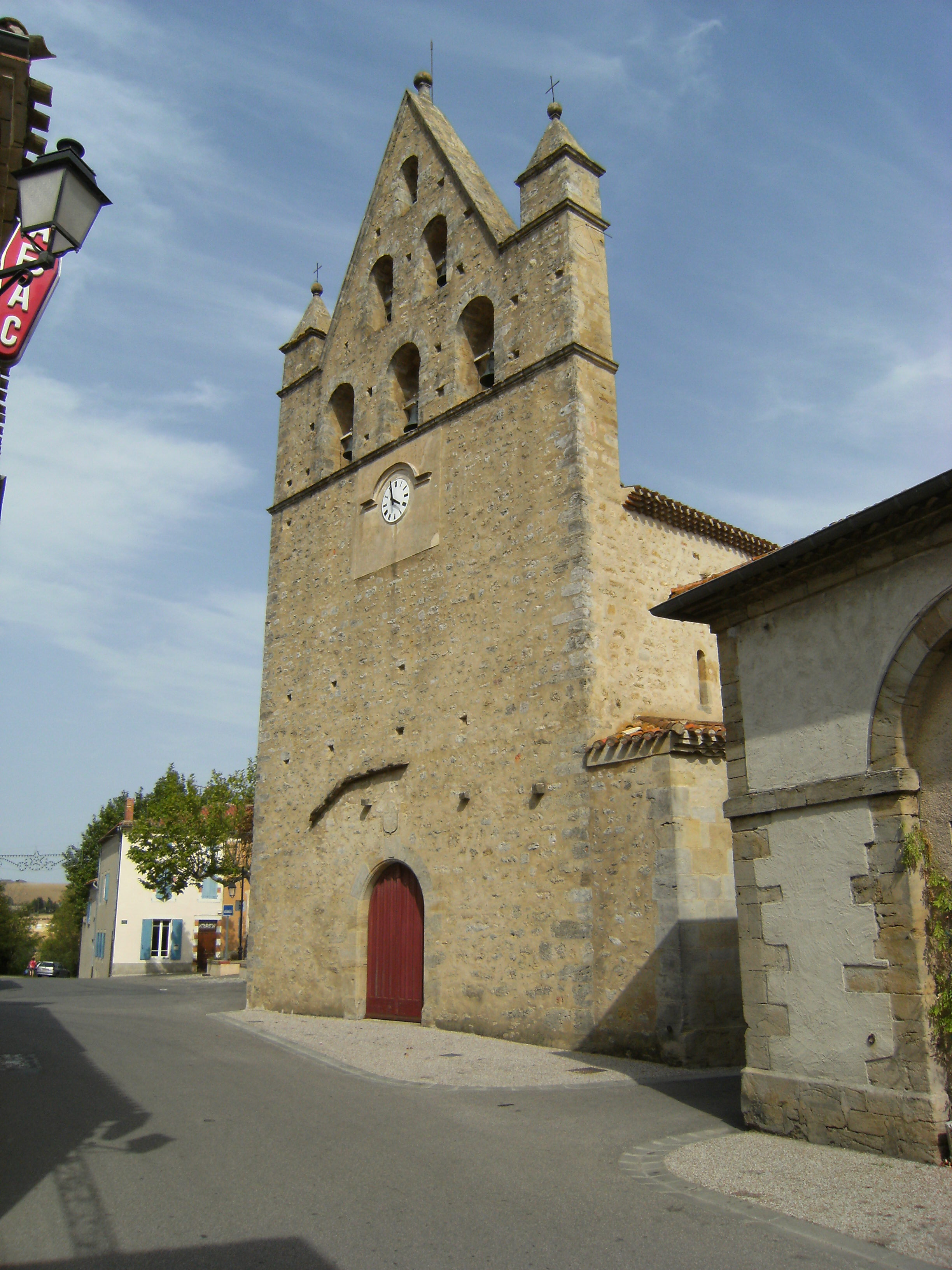
Kirche mit Glockengiebel in Salles-sur-l’Hers

Die Communauté de communes Castelnaudary Lauragais Audois ist ein französischer Gemeindeverband mit der Rechtsform einer Communauté de communes im Département Aude in der Region Okzitanien. Sie wurde am 21. Dezember 2012 gegründet und besteht aus 43 Gemeinden. Der Verwaltungssitz befindet sich in der Stadt Castelnaudary.

## Historische Entwicklung
Der Gemeindeverband entstand im Jahr 2013 durch Zusammenlegung der Vorgängerorganisationen
- Communauté de communes de Castelnaudary et du Bassin Lauragais
- Communauté de communes Hers et Ganguise
- Communauté de communes du Lauragais Montagne Noire (mit Ausnahme der drei Gemeinden Villespy, Carlipa und Cenne-Monestiés)
- Communauté de communes du Nord-Ouest Audois

## Mitgliedsgemeinden
| Gemeinde                                              | Einwohner 1. Januar 2022 | Fläche km² | Dichte Einw./km² | Code INSEE | Postleitzahl |
| ----------------------------------------------------- | ------------------------ | ---------- | ---------------- | ---------- | ------------ |
| Airoux                                                | 189                      | 5,49       | 34               | 11002      | 11320        |
| Baraigne                                              | 164                      | 4,76       | 34               | 11026      | 11410        |
| Belflou                                               | 111                      | 8,93       | 12               | 11030      | 11410        |
| Castelnaudary                                         | 12.212                   | 47,72      | 256              | 11076      | 11400        |
| Cumiès                                                | 43                       | 3,92       | 11               | 11114      | 11410        |
| Fajac-la-Relenque                                     | 51                       | 3,51       | 15               | 11134      | 11410        |
| Fendeille                                             | 613                      | 7,17       | 85               | 11138      | 11400        |
| Gourvieille                                           | 69                       | 3,09       | 22               | 11166      | 11410        |
| Issel                                                 | 484                      | 17,66      | 27               | 11175      | 11400        |
| La Louvière-Lauragais                                 | 80                       | 6,25       | 13               | 11208      | 11410        |
| La Pomarède                                           | 184                      | 13,08      | 14               | 11292      | 11400        |
| Labastide-d’Anjou                                     | 1.261                    | 8,57       | 147              | 11178      | 11320        |
| Labécède-Lauragais                                    | 419                      | 19,96      | 21               | 11181      | 11400        |
| Lasbordes                                             | 824                      | 14,74      | 56               | 11192      | 11400        |
| Laurabuc                                              | 411                      | 8,04       | 51               | 11195      | 11400        |
| Les Cassés                                            | 317                      | 7,28       | 44               | 11074      | 11320        |
| Marquein                                              | 80                       | 5,49       | 15               | 11218      | 11410        |
| Mas-Saintes-Puelles                                   | 937                      | 27,63      | 34               | 11225      | 11400        |
| Mayreville                                            | 86                       | 8,17       | 11               | 11226      | 11420        |
| Mézerville                                            | 97                       | 7,30       | 13               | 11231      | 11410        |
| Mireval-Lauragais                                     | 193                      | 10,32      | 19               | 11234      | 11400        |
| Molleville                                            | 136                      | 3,59       | 38               | 11238      | 11410        |
| Montauriol                                            | 84                       | 8,47       | 10               | 11239      | 11410        |
| Montferrand                                           | 648                      | 17,93      | 36               | 11243      | 11320        |
| Montmaur                                              | 350                      | 12,61      | 28               | 11252      | 11320        |
| Payra-sur-l’Hers                                      | 208                      | 24,52      | 8                | 11275      | 11410        |
| Peyrefitte-sur-l’Hers                                 | 76                       | 6,47       | 12               | 11283      | 11420        |
| Peyrens                                               | 459                      | 4,77       | 96               | 11284      | 11400        |
| Puginier                                              | 154                      | 6,78       | 23               | 11300      | 11400        |
| Ricaud                                                | 328                      | 5,92       | 55               | 11313      | 11400        |
| Saint-Martin-Lalande                                  | 1.109                    | 12,65      | 88               | 11356      | 11400        |
| Saint-Michel-de-Lanès                                 | 487                      | 13,03      | 37               | 11359      | 11410        |
| Saint-Papoul                                          | 832                      | 26,48      | 31               | 11361      | 11400        |
| Saint-Paulet                                          | 203                      | 7,42       | 27               | 11362      | 11320        |
| Sainte-Camelle                                        | 124                      | 9,52       | 13               | 11334      | 11410        |
| Salles-sur-l’Hers                                     | 752                      | 19,31      | 39               | 11371      | 11410        |
| Souilhanels                                           | 356                      | 2,72       | 131              | 11382      | 11400        |
| Souilhe                                               | 342                      | 4,20       | 81               | 11383      | 11400        |
| Soupex                                                | 240                      | 7,37       | 33               | 11385      | 11320        |
| Tréville                                              | 109                      | 5,33       | 20               | 11399      | 11400        |
| Verdun-en-Lauragais                                   | 289                      | 20,21      | 14               | 11407      | 11400        |
| Villemagne                                            | 242                      | 10,69      | 23               | 11428      | 11310        |
| Villeneuve-la-Comptal                                 | 1.424                    | 15,10      | 94               | 11430      | 11400        |
| Communauté de communes Castelnaudary Lauragais Audois | 27.777                   | 484,17     | 57               | –          | –            |

## Geographie
Der Gemeindeverband liegt in der alten Kulturlandschaft des Lauragais. Sein geographisches und wirtschaftliches Zentrum ist die Stadt Castelnaudary, wo auch der 1681 fertiggestellte Canal du Midi hindurchführt, der wiederum von mehreren kleineren Flüssen (z. B. dem Hers), diversen kleineren Kanälen (rigoles) und einem Auffangbecken mit Wasser versorgt wird. Die Autobahn A61 folgt im Wesentlichen dem Verlauf des Kanals.
Die überwiegend sich in Höhenlagen von 200 bis 350 Metern ü. d. M. befindende Landschaft ist geprägt von sanften Hügeln mit vereinzelten Waldstücken, hauptsächlich aber Feldern; der tiefste Punkt liegt bei etwa 140 Metern ü. d. M. (bei Saint-Papoul), der höchste mit knapp über 650 Metern ü. d. M. (bei Villemagne). Der 218 Meter hoch gelegene Lac de la Ganguise ist ein im Jahr 1979 fertiggestellter Stausee, der in erster Linie landwirtschaftlichen Bewässerungszwecken dient und deshalb auch als Bade- und Freizeitsee genutzt werden darf.
Das Klima wird ganz wesentlich vom Atlantik und vom Mittelmeer beeinflusst. Die sommerlichen Temperaturen erreichen 30 bis 35 °C. Im Winter ist es – von seltenen Ausnahmen abgesehen – frost- und schneefrei, aber regnerisch.

## Wirtschaft
Mit Ausnahme der Stadt Castelnaudary sind alle Gemeinden im Lauragais überwiegend durch die Feldwirtschaft geprägt – angebaut werden vorwiegend Weizen, Mais und Sonnenblumen. Viehwirtschaft und Weinbau sind in der Region kaum noch vorhanden.

## Geschichte
Die meisten Orte waren schon im Mittelalter besiedelt – Albigenserkreuzzüge (1209–1229), Hundertjähriger Krieg (1337–1453) und Hugenottenkriege (1562–1598) haben mancherorts ihre Spuren hinterlassen. Die alte Kulturlandschaft des Lauragais erlebte ihre Blütezeit im ausgehenden Mittelalter und in der frühen Neuzeit durch den Anbau von Färberwaid (pastel). Mit dem im 17. Jahrhundert beginnenden Import von Indigo begann der Niedergang der Region; die Bauern kehrten wieder zur traditionellen Landwirtschaft zurück.

## Sehenswürdigkeiten
Die schon im 9. Jahrhundert erwähnte Benediktiner-Abtei Saint-Papoul war einst kultureller Mittelpunkt der Region. In einigen Orten stehen noch einfache, ganz oder teilweise erhaltene, romanische bzw. gotische Kirchen. Nach den Verwüstungen durch Kriege und marodierende Soldaten wurden einige Kirchen im 16. und 17. Jahrhundert ganz oder teilweise erneuert. Kennzeichen mehrerer Kirchen der Region sind die imposanten Glockengiebel in tolosaner Tradition. Die ehemals auch hier vorhandenen Burgen sind zumeist geschleift worden. In einigen Orten finden sich noch die Turmstümpfe von Windmühlen – diejenige von Mireval wurde restauriert.